# António de Sousa Franco
António Luciano Pacheco de Sousa Franco GCC • GCSE (Oeiras, 21 de setembro de 1942 — Matosinhos, 9 de junho de 2004) foi um jurista e político português.

## Vida
Filho de António de Sousa Franco e de sua mulher Maria de Jesus Pacheco, licenciou-se em Direito e doutorou-se em Ciências Jurídico-Económicas. Tornou-se professor catedrático da Faculdade de Direito da Universidade de Lisboa, em 1980. Destacou-se no ensino das disciplinas de Finanças Públicas e Direito Financeiro, Direito da Economia e Direito Comunitário. De 1979 a 1985 foi presidente do Conselho Directivo da Faculdade de Direito da Universidade de Lisboa.
Assumiu o cargo de secretário de Estado das Finanças, em 1976. Em 1974 tinha aderido ao Partido Social Democrata, do qual foi líder interino, entre 1977 e 1978, devido à ausência de Francisco Sá Carneiro.
Abandonou o PSD na cisão que deu origem à Acção Social Democrata Independente, em 1979. No mesmo ano integrou o governo de Maria de Lourdes Pintasilgo, como ministro das Finanças, e foi o primeiro presidente da Comissão Parlamentar de Integração Europeia.
Embora nunca aderindo ao Partido Socialista, passou a alinhar com ele como independente a partir de 1985, voltando a assumir o Ministério das Finanças no primeiro governo do Socialista António Guterres, de 1995 a 1999.
Em 1986 tomou posse como presidente do Tribunal de Contas, a convite de Miguel Cadilhe, ministro das Finanças do primeiro governo de Cavaco Silva.
Em 2004 foi cabeça de lista do PS ao Parlamento Europeu, falecendo no Hospital Pedro Hispano, devido a um ataque cardíaco na lota de Matosinhos durante uma acção de campanha conturbada. Em sua honra foi estabelecido o Prémio Professor António Sousa Franco, destinado a galardoar trabalhos inéditos na área do Direito Comunitário.
Casou em Coimbra, Sé Velha, com a Dr.ª Maria Matilde Pessoa de Magalhães Figueiredo (Lisboa, São Domingos de Benfica, 8 de Julho de 1943), Oficial da Ordem Nacional do Mérito de França a 5 de Maio de 1990 e sobrinha-neta materna de António Sérgio, sem geração.

## Condecorações[5][6]
- Cavaleiro de Grã-Cruz da Ordem do Mérito da República Italiana de Itália (18 de Julho de 1990)
- Grã-Cruz da Ordem Militar de Nosso Senhor Jesus Cristo de Portugal (9 de Junho de 1995)
- Grã-Cruz da Antiga, Nobilíssima e Esclarecida Ordem Militar de Sant'Iago da Espada, do Mérito Científico, Literário e Artístico de Portugal (24 de Junho de 2005, a título póstumo)

## Funções governamentais exercidas
- V Governo Constitucional de Portugal
  - Ministro das Finanças
- XIII Governo Constitucional de Portugal
  - Ministro das Finanças

## Funções partidárias exercidas
- Presidente do Partido Social Democrata